# カプロニ Ca.31

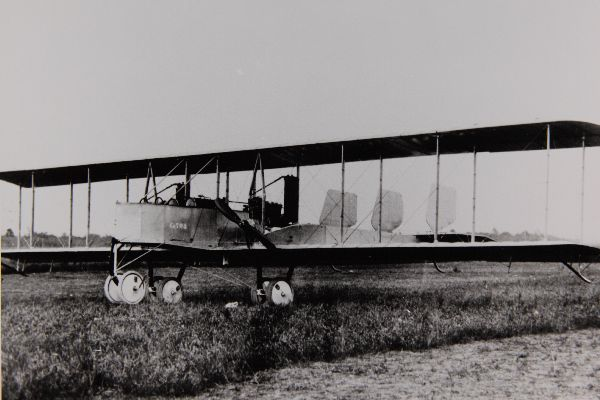
Ca.31

カプロニca.31（イタリア語: Caproni Ca.31）とは、カプロニ社が製造した多発複葉機 (基本2人乗り) である。同社Ca.1型機の派生型で、主に第一次世界大戦頃に使用された。

## 概要と外観

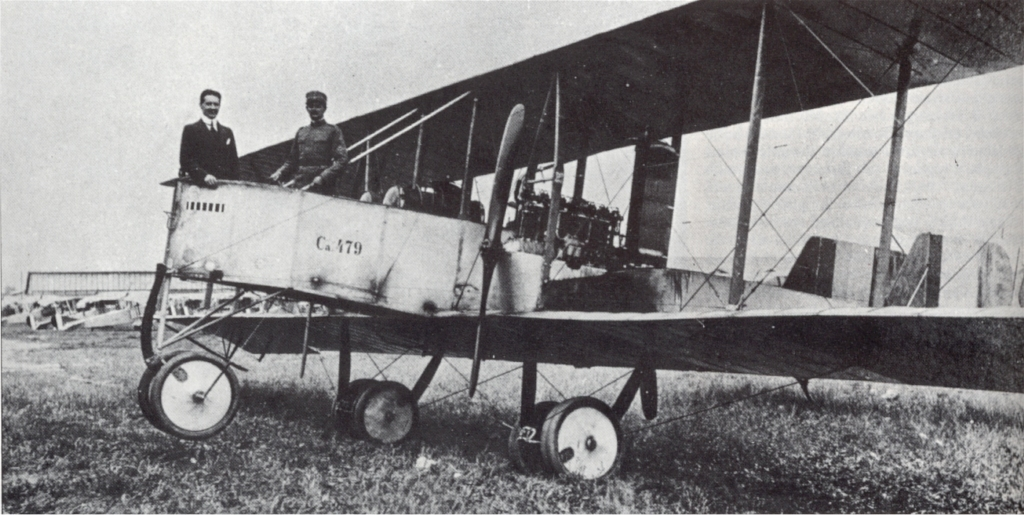
Ca.32 (外観はほぼ同じ)

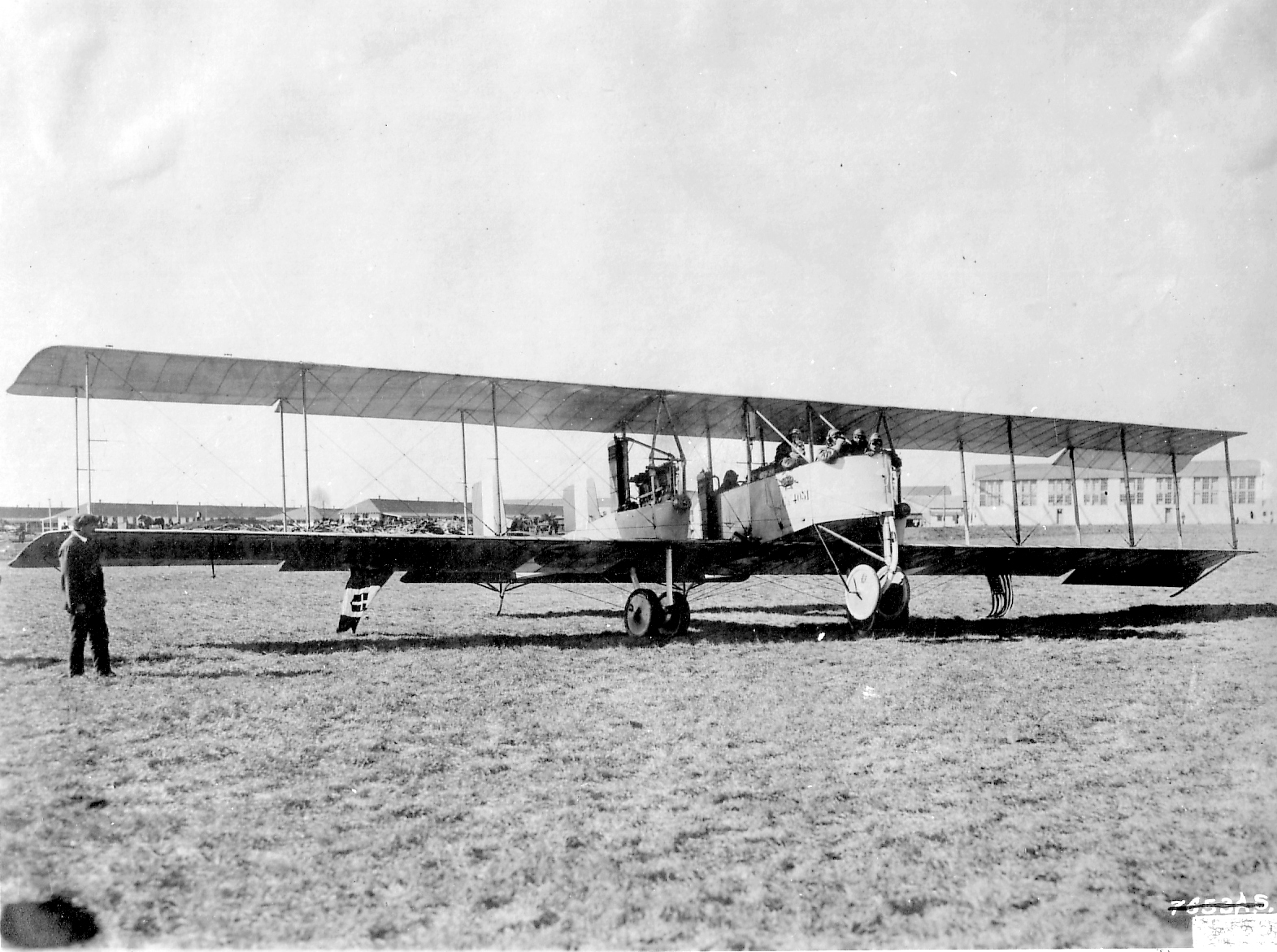
Ca.36 (外観はほぼ同じ)

1907年カプロニは航空用エンジン開発に尽力、1910年イタリア初の実用複葉機を開発それがCa,1である。しかし同年5月27日初飛行時に損壊。1911年よりカプロニは方向を転換、単葉機製作に力を入れる。1914年イタリア初となる全動力式航空機を試験製作、これが後のCa,31となる (31含めのちの32・33・36に関しては基本的に1910年のCa,1がその基本である)。
Ca,31は3発エンジン式複葉機で1915年第一次世界大戦にイタリアが参戦すると爆撃機としても使用された (その他に同社Ca,32・33・36)。

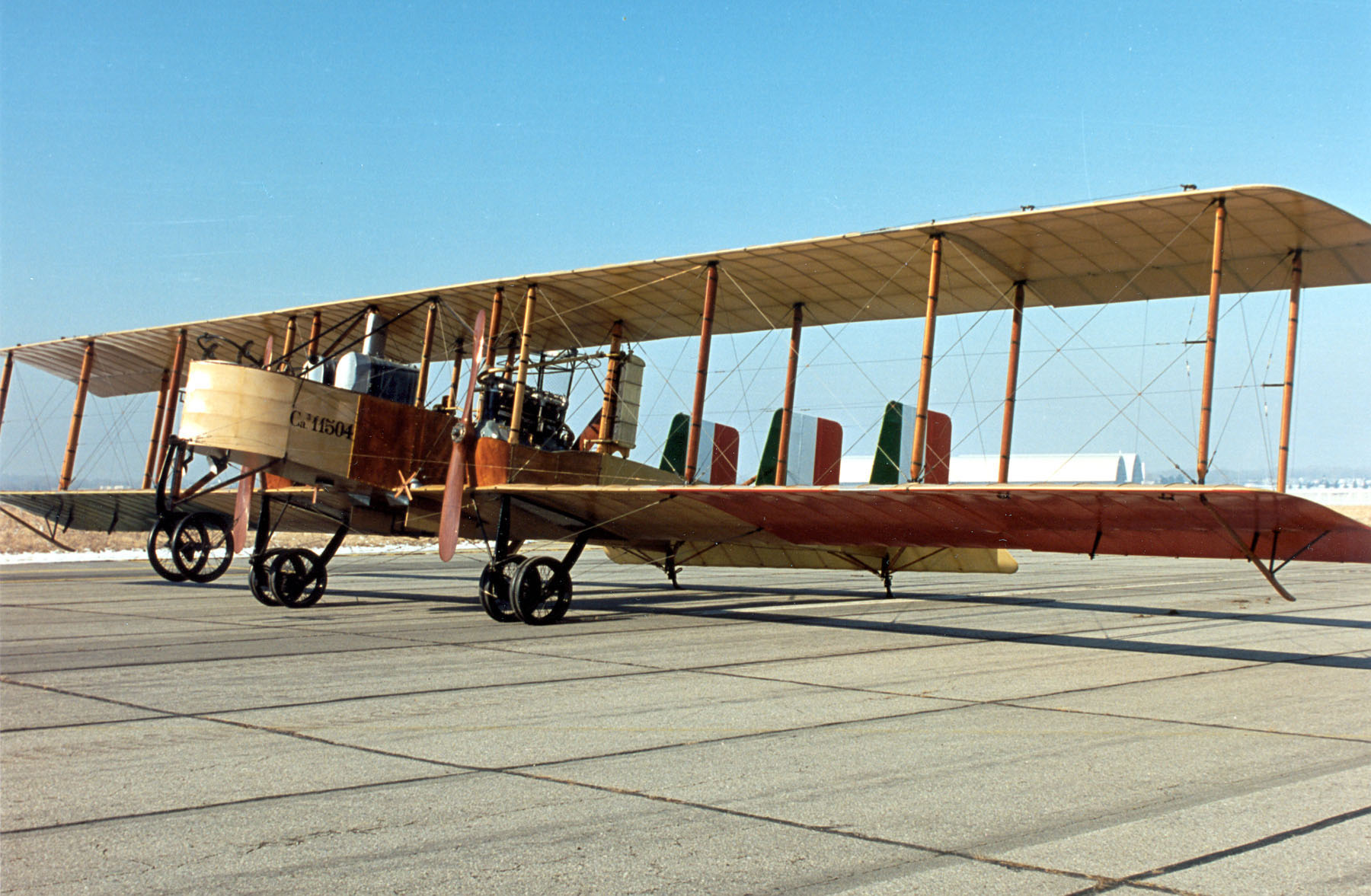
Ca.36 (垂直尾翼と両端のプロペラが見える)

総計3つのエンジンがある。基本的に真ん中のエンジン、プロペラ (乗組員もここに乗る) が独立して後ろ向きについており、その両脇 (両端のものはプロペラが前向きについている) エンジン、プロペラと支柱が水平尾翼の方まで伸びている。水平尾翼は2本の支柱同士をつないでいるため長い。水平尾翼の上には垂直尾翼が3つある。車輪は固定式で配置はA型。

## 乗組員他
基本2名 (中央エンジン部)。籠の前部が銃座、真ん中が操縦席となっている (その後ろはプロペラとエンジン)。